# Cause toujours !
Ne doit pas être confondu avec Koztoujours ou Cause toujours... tu m'intéresses !.
Pour plus de détails, voir Fiche technique et Distribution.
Cause toujours ! est un film français réalisé par Jeanne Labrune, sorti en 2004.

## Fiche technique
- Titre français : Cause toujours !
- Réalisation : Jeanne Labrune
- Scénario : Jeanne Labrune et Richard Debuisne
- Décors : Gabriel Cascarino, Frédérique Hurpeau
- Costumes : Claire Fraisse
- Photographie : Christophe Pollock
- Montage : Anja Lüdcke
- Musique : Bruno Fontaine
- Production : Jean-Luc Denechau, Jeanne Labrune, Gérard Martin, Laurent Pétin et Michèle Pétin
- Société de production : Art-Light Productions
- Sociétés de coproduction : France 2 Cinéma, ARP Sélection et Rhône-Alpes Cinéma
- Pays d'origine :  France
- Format : couleur
- Genre : comédie
- Durée : 87 minutes
- Date de sortie : 2004

## Distribution
- Victoria Abril : Jacinthe
- Jean-Pierre Darroussin : Bruno
- Sylvie Testud : Léa
- Didier Bezace : Laurent
- Claude Perron : Judith
- Richard Debuisne : Emmanuel Blasquez
- Dominique Besnehard : le droguiste
- Vincent Dubois : le magasinier aux saucissons
- Jean-Claude Frissung : le chauffeur de taxi
- Tanya Lopert : la mère de Léa
- Bruno Fontaine : le chef d'orchestre
- Eriq Ebouaney : l'employé de l'entreprise de désinfection
- Michèle Ernou : la passante aux moucherons
- Rosine Cadoret : la cliente du supermarché
- Jean-Guillaume Le Dantec : le patron du café
- Isabelle Gomez : la voyageuse dans le train
- Arthur Chazal : l'enfant voyageur
- Nicolas Thinot : le boucher
- Olivier Foubert : le chef de rayon
- Stéphane Harck et Erwan Creignou : les magasiniers
- Gérald Bonnal : l'agriculteur